# 塔马罗·卡桑德罗
塔马罗·卡桑德罗（義大利語：Tammaro Cassandro，1993年4月5日—），意大利男子射击运动员，2013年世界大运会男子双向飞碟和男子双向飞碟团体银牌得主、2022年地中海运动会混合团体双向飞碟银牌得主、2023年欧洲运动会男子双向飞碟团体银牌得主。